# Neolucanus vicinus
Neolucanus vicinus is een keversoort uit de familie vliegende herten (Lucanidae). De wetenschappelijke naam van de soort is voor het eerst geldig gepubliceerd in 1913 door Pouillaude.